# Pantoporia alwina
Pantoporia alwina is een vlinder uit de onderfamilie Limenitidinae van de familie Nymphalidae. De wetenschappelijke naam van de soort is voor het eerst geldig gepubliceerd in 1853 door Otto Vasilievich Bremer & Vasilii Fomich Grey.